# Eschen

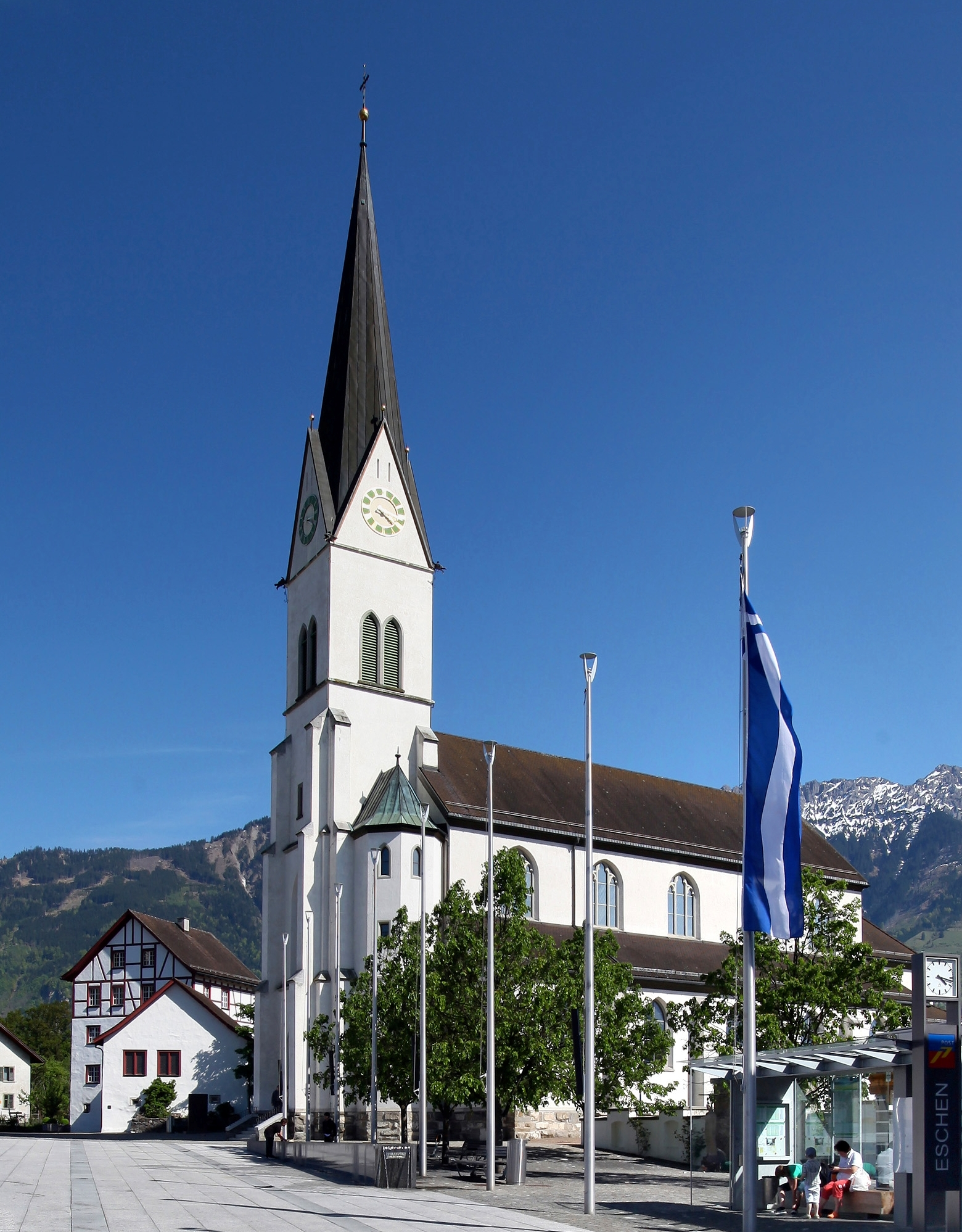
L'église Saint-Martin d'Eschen.

Eschen est une commune du Liechtenstein. En 2020, la population s'élève à 4 509 habitants.

## Géographie
Située dans le nord du pays, elle compte les villages d'Eschen et de Nendeln. Elle comprend également une exclave à l'ouest, située le long du Rhin et séparée par la commune de Gamprin. Le territoire communal s'étend sur 10,38 km2.
Les communes limitrophes sont Gamprin, Schellenberg, Mauren, Frastanz, Planken, Schaan, Vaduz, Buchs et Sennwald.

## Politique et administration
La commune est administrée par un conseil municipal de onze membres, dont le maire, élus pour quatre ans par les citoyens. 
| Période                                  | Période  | Identité      | Étiquette | Qualité |
| ---------------------------------------- | -------- | ------------- | --------- | ------- |
| 2003                                     | 2011     | Gregor Ott    | FBP       |         |
| 2011                                     | 2019     | Günther Kranz | VU        |         |
| 2019                                     | En cours | Tino Quaderer | FBP       |         |
| Les données manquantes sont à compléter. |          |               |           |         |

## Personnalités liées à la commune
- Gerard Batliner (1928-2008), né et mort à Eschen, chef du gouvernement de 1962 à 1970.